# Serre de l'Aup
La serre de l'Aup est une montagne située dans le massif du Diois, séparant les communes d'Espenel, de Saint-Benoit-en-Diois et de Chastel-Arnaud, dans le département français de la Drôme. Elle culmine à 1 195 m d'altitude.